# 츠쿠다니 노리오
츠쿠다니 노리오(일본어: 佃煮のりお 쓰쿠다니 노리오[*])는 일본의 만화가, 일러스트레이터이다. 버추얼 유튜버 이누야마 다마키(犬山たまき) 매니저로도 활동 중이다.